# 天然石
天然石（てんねんせき）とは、本来は人工的に合成されたもの以外の鉱物や岩石の漠然とした総称。科学的な定義はなされていない。
文字通りには道端の石でも石綿でさえも天然石と言える。宝石と呼ぶほどの価値はないが、装飾目的として建材や半貴石に利用できる石に対して、商業的な価値を与えるためにこの呼び名を用いられる。
一方、しばしば定義や不思議な効能に関する説明がつけられ、原価と釣り合わない高値で市販されるケースがある。この場合、しばしば「パワーストーン」の同義語として扱われる。
天然石として販売されている石であっても、熱処理や放射線処理によって色調を変化（エンハンスメントと呼ばれる）させたものや、アクアオーラのように蒸着処理を施したもの、あるいは色素によって直接着色したものなどもある。